# Багатский район
Багатский район (узб. Bogʻot tumani / Боғот тумани) — административная единица в Хорезмской области Узбекистана. Административный центр — городской посёлок Багат.
Население — 166 600 человек в 2021.

## История
Один из молодых районов Хорезмской области Республики Узбекистан. Был образован в 1953 году. В 1959 году район был упразднён (его территории отошли Хазараспскому, Ханкинскому и Янгиарыкскому районам) и снова восстановлен в 1970 году. Административному центру района Багат статус городского посёлка был присвоен в 2011 году.
Этимология названия территориально-административной единицы исходит от узбекских слов в хорезмском диалекте «Bog'» (сад) + «at» (сделай), то есть «Сделай сад».

## География
Багатский район расположен в 30 км к юго-востоку от Ургенча и в 24 км к западу от Хазараспа. Население по состоянию на 2008 год — 131 200 человек.

## Административно-территориальное деление
По состоянию на 1 января 2011 года, в состав района входят:
- 5 городских посёлков

1. Багат,
2. Бойказак,
3. Нурафшон,
4. Узумзор,
5. Янгикадам.

- 10 сельских сходов граждан

1. Бешарык,
2. Дехканбазар,
3. Караянтак,
4. Кипчак,
5. Куланкарабаг,
6. Маданият,
7. Найман,
8. Угузработ,
9. Хитай,
10. Хужалик.

## Экономика
Багатский район считается одним из высокоиндустриальных и промышленных в Хорезмской области. В районе, помимо основной аграрной деятельности, развита текстильная, швейная и строительная промышленность.
Ведутся реконструкции по модернизации керамического и консервного заводов. Зарегистрировано более 1000 субъектов предпринимательства, занимающихся животноводством, птицеводством и рыбной отраслью.
Особое место в экономической жизни района занимает земледелие. Здесь в основном выращиваются такие сельхозкультуры, как хлопок, пшеница, рис и кукуруза.